# Codajás (kommun)
Codajás är en kommun i Brasilien.   Den ligger i delstaten Amazonas, i den nordvästra delen av landet, 2 200 km nordväst om huvudstaden Brasília. Antalet invånare är 23 119.
Följande samhällen finns i Codajás:
- Codajás

I omgivningarna runt Codajás växer i huvudsak städsegrön lövskog. Trakten runt Codajás är nära nog obefolkad, med mindre än två invånare per kvadratkilometer.